# Isla Salas y Gómez
Salas y Gómez, también llamada erróneamente Sala y Gómez (en rapanui, Motu Motiro Hiva, «Islote del ave en el camino a Hiva»), es una isla deshabitada perteneciente a Chile, situada en el océano Pacífico suroriental. Administrativamente pertenece a la Provincia de Isla de Pascua y a la Comuna de Isla de Pascua. Geográficamente es el límite oriental de la Polinesia y, en consecuencia, también de Oceanía que tiene una frontera marítima que limita con América.
Esta isla forma parte del Parque Marino Motu Motiro Hiva, una zona marina protegida que abarca una superficie de 150 000 km2.

## Historia

### Tradición rapanui

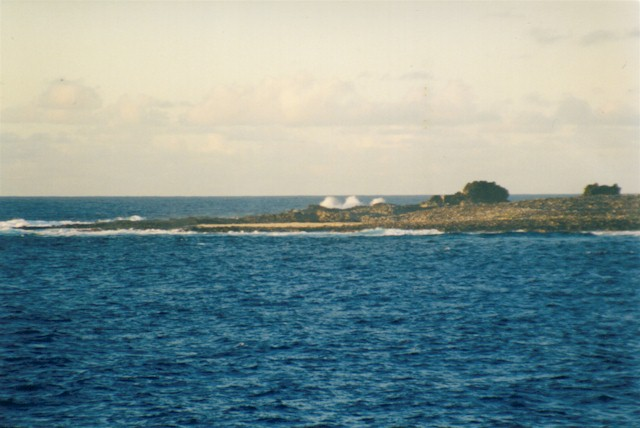
Costa de Salas y Gómez en 1999.

No hay ninguna evidencia de que la isla haya estado habitada, si bien las tradiciones de los habitantes de la isla de Pascua narran que era visitada para recoger plumas y huevos de aves. El nombre rapanui de la isla: Motu Motiro Hiva o Manu Motu Motiro Hiva, significa «Islote del ave en el camino a Hiva». 
Este topónimo es una denominación común para muchas islas empleada por los pueblos polinesios, en particular las Marquesas; sin embargo, en la mitología rapanui corresponde a las tierras míticas de los ancestros, morada del dios Haua, y desde donde otra divinidad, Make-Make, traía las aves marinas. Como desde la isla de Pascua, Salas y Gómez queda en dirección opuesta a las Marquesas, y el siguiente territorio habitado más allá de Sala y Gómez es la costa de América del Sur, Thor Heyerdahl sostuvo que los pueblos de la isla de Pascua, y probablemente los demás polinesios, se originaban parcialmente en las etnias precolombinas de los Andes.

### Descubrimiento europeo
La isla fue descubierta por el español José Salas Valdés en 1793 y explorada por José Manuel Gómez en 1805; el topónimo, Salas y Gómez, honra a ambos navegantes. 
Desde su descubrimiento, la isla no fue visitada a menudo y, a pesar de su importancia estratégica, nunca tuvo población permanente. Hallazgos de aparejos de pesca indican, sin embargo, la presencia esporádica de navíos pesqueros en sus costas. 

### Incorporación a Chile
En 1808, la Capitanía General de Chile anexionó la isla, la cual fue administrada por la Armada de Chile desde 1888 e incorporada al departamento de Isla de Pascua (denominado provincia de Isla de Pascua desde 1974) a partir de 1966. 

### Exploración

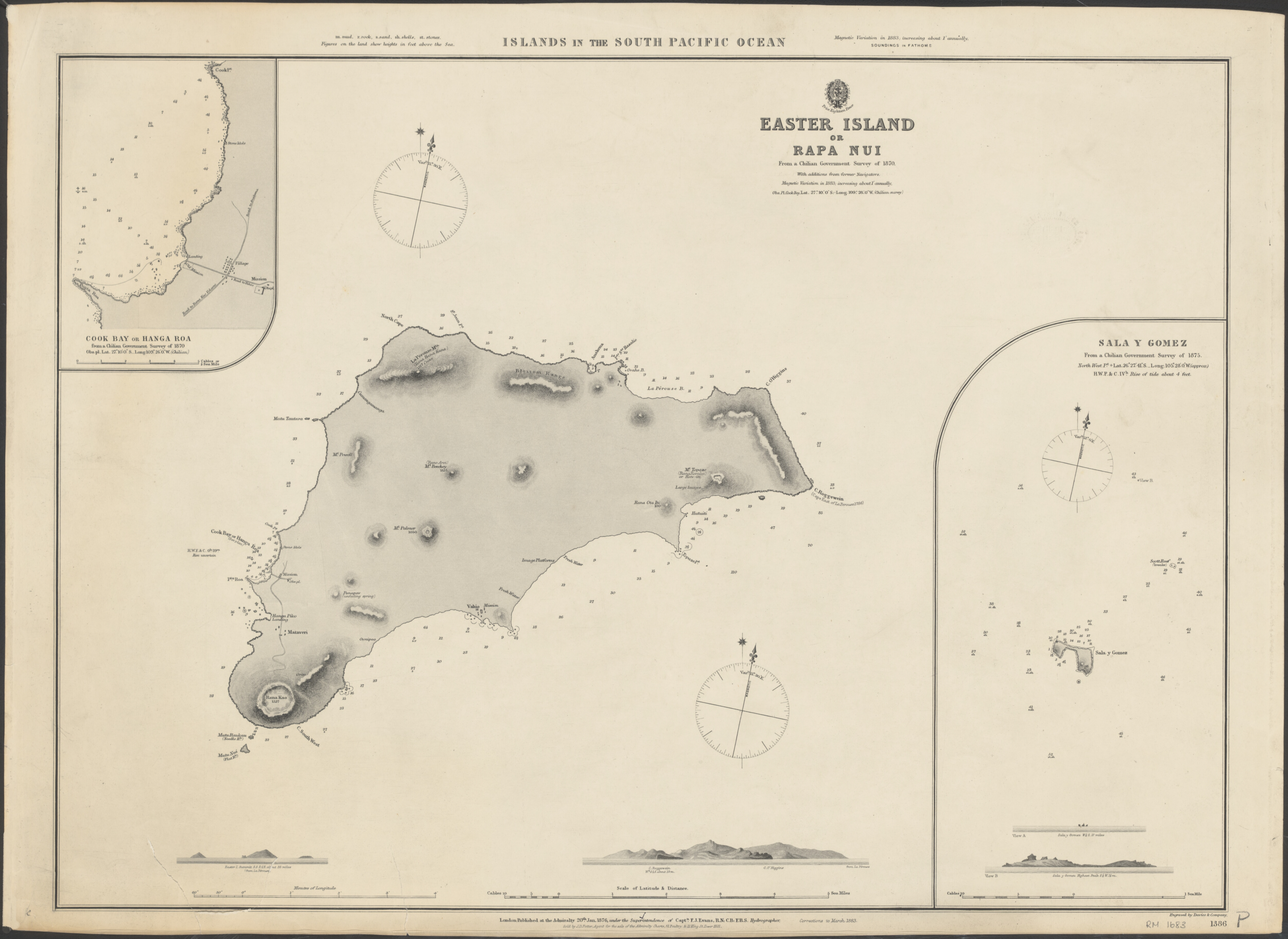
Mapa de la isla de Pascua y la isla Salas y Gómez en 1870.

Entre las visitas más notables, se puede mencionar una expedición que tuvo lugar en 1817, en la cual participó Adelbert von Chamisso, quien, aunque no desembarcó, escribió un poema sobre la isla. En noviembre de 1825, el capitán F.W. Beechey, a bordo del H.M.S. Blossom, avistó Salas y Gómez, en ruta a la isla de Pascua, sin desembarcar en ella; la caracterizó como «un montón de piedras toscas». En 1875, la corbeta O'Higgins de la Armada de Chile, con Rodolfo Philippi a bordo, se detuvo en la isla y publicó un informe sobre su geografía. 
Francisco Solano Asta-Buruaga y Cienfuegos escribió en 1899 en su Diccionario Geográfico de la República de Chile sobre el lugar:
Sala y Gómez (Isla de).-—Yace por los 26° 28' Lat. y 105° 24' Lon. muy poco al S. del paralelo de la ciudad y puerto de Chañaral y á 3,450 al O. del mismo puerto. Es un amontonamiento de rocas peladas en medio del Pacífico sin otra tierra vecina que la isla de Pascua que dista de él al O. 375 kilómetros. Está extendido de SE. á NO. con un largo de menos de kilómetro y cuarto y con una anchura á lo más de 150 metros; no excediendo su altitud, que se halla al extremo del sudeste, de 30 metros. No presenta este vasto islote sino un pequeño espacio sobre su ribera que mantiene vegetación, ni más habitantes que las aves marinas que cubren sus peñascos. Fue descubierto en 1793 por el comandante de un navío español que le dejó por nombre su apellido. Esta isla parece ser la misma que el navegante anglo-americano Samuel Délano, compañero en la expedición de su hermano Amassa Délano, descubrió el 12 de agosto de 1805 y que creyéndola ignota, la denominó isla del Peregrino, por la goleta «Pilgrim» de esa expedición en que hizo su descubrimiento. La descripción que da corresponde á la isla de Sala y Gómez, y su posición difiere poco de la última reconocida, pues Delano la pone en los 26° 30' Lat. y 104º 50' Lon. Ha sido visitada en 1825 por el capitán Federico Guillermo Beechey, comandante del buque inglés Blossom, que la describe en su «Viaje al Pacífico», por el comandante de la corbeta chilena O'Higgns Juan E. López, que también la exploró en 1875 y por otros marinos.
En 1935 atracó en la isla el buque escuela General Baquedano. El buque oceanográfico Spencer F. Baird, durante la expedición Downwind, estudió la isla en enero de 1958. El 21 de agosto de 1972 también el buque oceanográfico soviético Dmitry Mendeleev visitó Salas y Gómez. Con base en estos datos, Fisher y Norris (en 1960) y Clark y Dymond (en 1977) publicaron sendos estudios geológicos sobre la isla.
En septiembre de 1988, con motivo del centenario de la incorporación de Rapa Nui a la soberanía chilena, la Escuadra Nacional visitó la isla Salas y Gómez y erigió un monolito con la bandera chilena y una leyenda alusiva. En 1994, la Armada de Chile instaló un faro automático y un sistema de alerta de tsunamis. Desde entonces, la isla ha sido declarada santuario natural.

## Dependencia administrativa
Perteneciente al denominado Chile insular, Salas y Gómez está localizada a 3220 km al oeste de la costa de Chañaral, en el Chile continental, a 2500 km de las islas Desventuradas y a 391 km al este de la isla de Pascua, siendo el punto más oriental de la Polinesia. La isla pertenece administrativamente a la comuna de Isla de Pascua, en la provincia homónima de la Región de Valparaíso. La isla es de propiedad estatal y es Santuario de la Naturaleza, según el decreto Nº556, del 10 de junio de 1976.

## Geografía

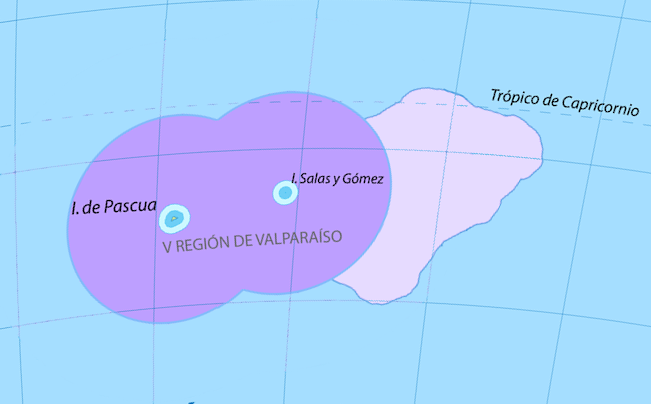
Isla de Pascua o Rapa Nui y la isla Salas y Gómez, Chile, con sus aguas territoriales y su plataforma continental extendida.
Zona Económica Exclusiva y Plataforma Continental
Plataforma Continental Extendida

La isla está formada por dos rocas principales: la más occidental tiene cerca de 4 hectáreas de superficie, con un largo de 270 m en sentido N-S y de 200 m en sentido E-W, mientras que la oriental tiene 11 ha, con dimensiones de 500 m y 270 m. Ambas superficies tiene una altitud de 30 (punta López) y 26 m de altitud respectivamente, unidas por un estrecho istmo, de una anchura media de 30 m, que en ocasiones queda inundado por el oleaje y la marea. El área total es de 15 hectáreas (0,15 km²) y con una longitud máxima de 700 m. La costa, por lo tanto, es muy rocosa, con fuertes marejadas y de difícil acceso para las embarcaciones. 
Aunque en la isla no hay ninguna fuente de agua dulce, existe una depresión de 75 m de diámetro donde se acumula agua de lluvia. Alrededor de la poza, la zona es árida y cubierta con arena, siendo el único lugar en que es posible el aterrizaje de helicópteros.
En los niveles bajos, la presencia de abundantes bolones y fragmentos rodados indica que la isla es frecuentemente afectada por gruesas marejadas.

### Geología

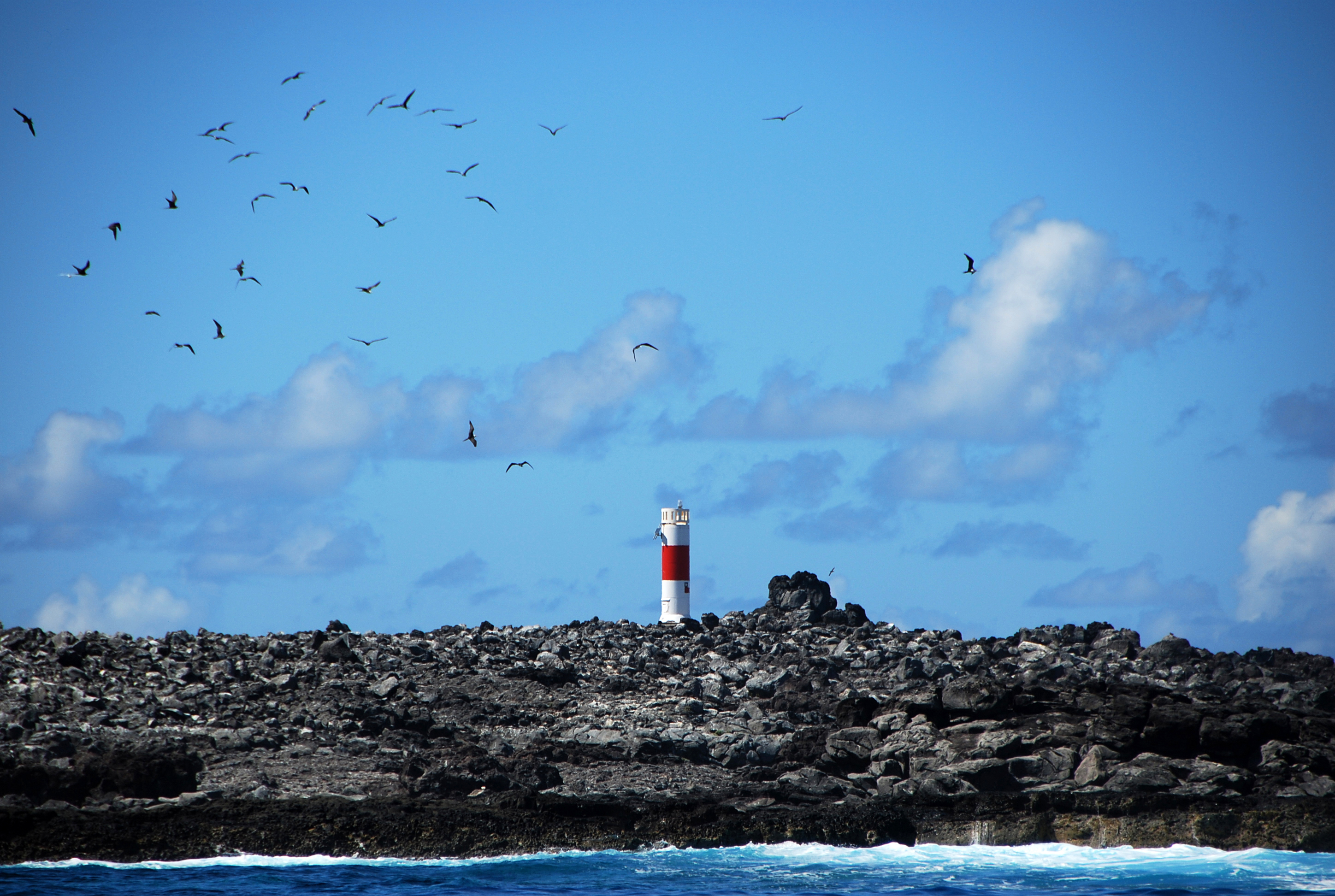
Faro de Salas y Gómez

La isla está formada principalmente por rocas basálticas, presentando rasgos característicos alternado de las lavas tipo aa y pahoehoe, de lo que se deduce un origen volcánico. Salas y Gómez es, entonces, la cumbre emergida de un macizo volcánico submarino de 50 km de largo y de 3500 metros de altura desde el fondo del océano, sobre la placa de Nazca. Los estudios indican que tal hecho tuvo lugar entre el Plioceno y el Pleistoceno, hace aproximadamente 1,3 millones de años.

#### Volcán extinto
No se ha observado la presencia de un conducto volcánico, pero es posible la existencia de un centro eruptivo en la actual bahía al sur de la isla.

### Clima
La isla tiene un clima tropical, con una alta humedad relativa (77 % promedio anual) y un promedio de precipitaciones de 1126 mm por año, concentrándose entre fines de otoño y comienzos del invierno austral (mayo a julio). La temperatura es moderada, siendo la mínima media de 15,5 °C y la máxima media de 27,3 °C.

### Parque marino

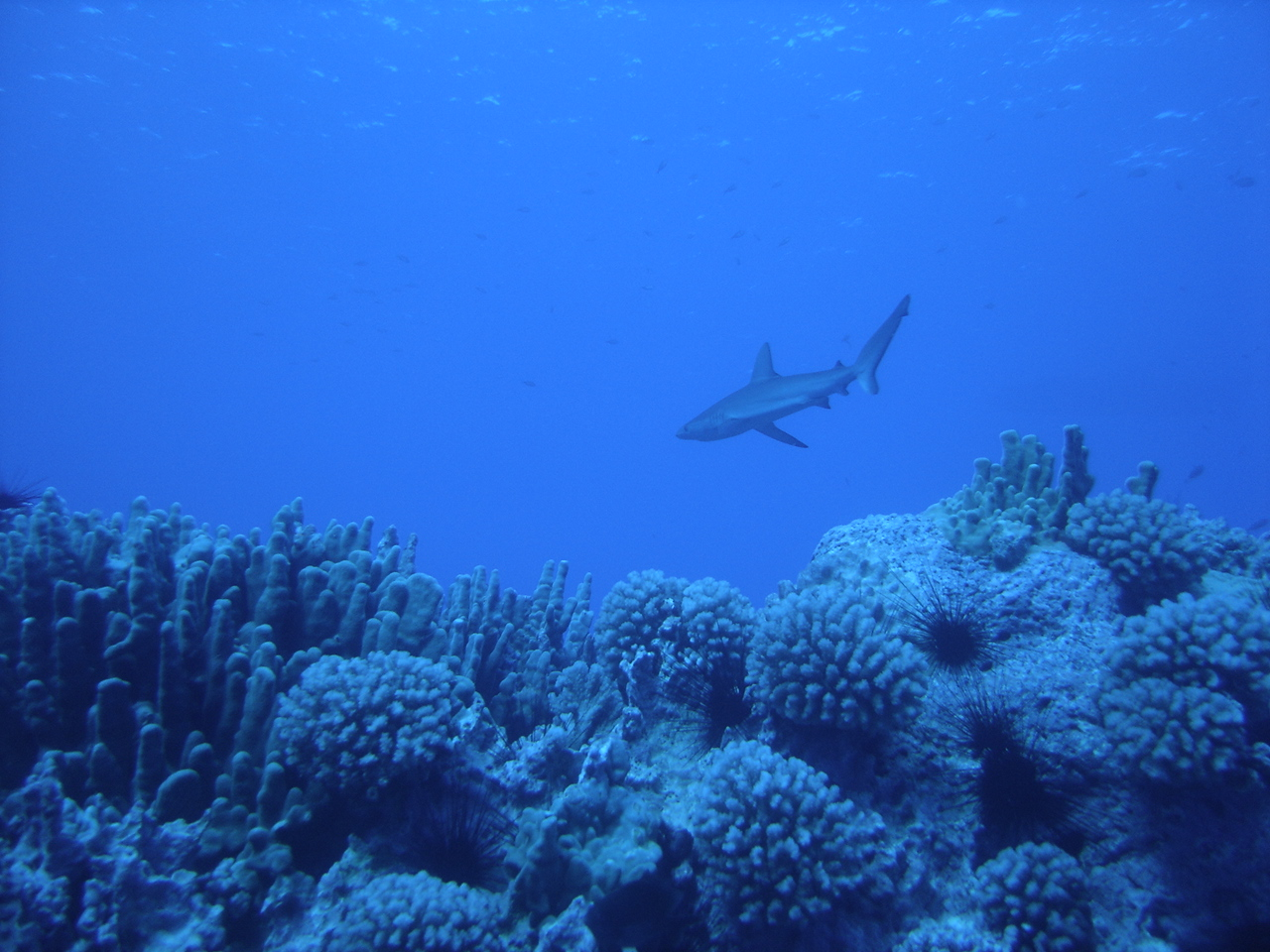
Corales y un tiburón en el Parque Marino Motu Motiro Hiva

En octubre de 2010, el presidente Sebastián Piñera anunció la creación del Parque Marino Salas y Gómez, con una superficie de 150 000 km². Con esta declaración Chile amplió superficie de áreas marinas protegidas de 0,03 % a 4,41 %. El Parque Marino se denomina oficialmente "Motu Motiro Hiva" y fue declarado mediante decreto supremo N.º 235 del Ministerio de Economía, Fomento y Turismo de Chile del 30 de septiembre de 2010.
La declaración de esta zona como Parque Marino se enmarca en los esfuerzos de Oceana y National Geographic para estudiar y dar a conocer el valor ecológico de esta zona y favorecer su protección. Así mismo, su declaración se basó principalmente en los antecedentes científicos aportados WWF Chile:  y publicados en 2009 en la revista Latin American Journal of Aquatic Research. Oceana y National Geographic planean una serie de estudios de la ecología del esta zona con el fin de servir de base para elaborar un plan de conservación, así como para solicitar que la protección se extienda a la totalidad de la Zona Económica Exclusiva correspondiente a la isla.

## Ecología

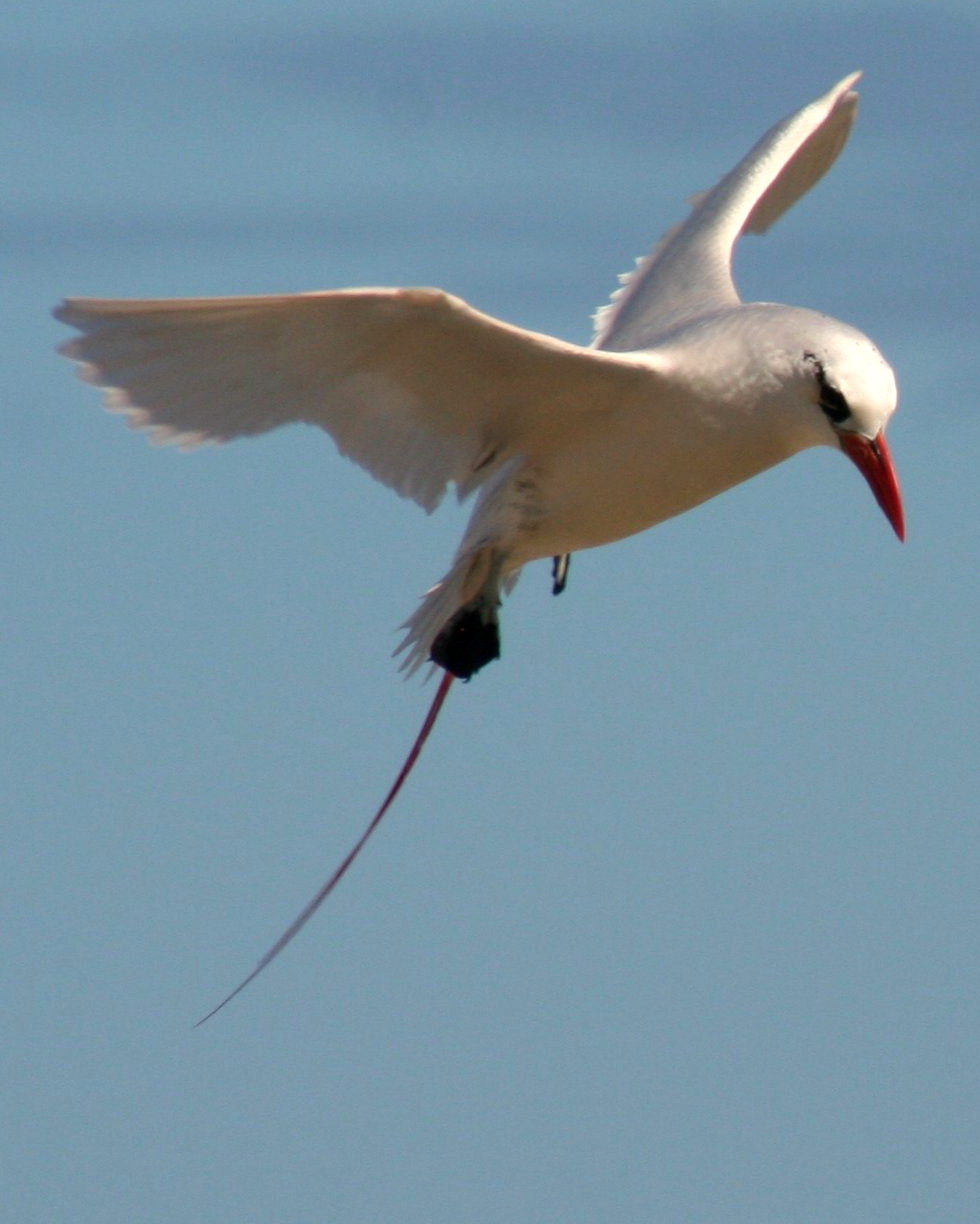
El ave del trópico de cola roja, una de las 6 especies de aves que nidifican en la isla.

Salas y Gómez forma un núcleo común en conjunto con la isla de Pascua por ser las más alejadas del continente. Algunas especies han sido avistadas con cierta frecuencia como visitantes en Pascua y porque nidifican en la isla cercana Salas y Gómez.
La flora de Salas y Gómez es principalmente de hierbas de baja altura como el Asplenium y algunas especies de césped, adaptadas para los fuertes vientos de origen marino.
La fauna corresponde principalmente a aves que visitan periódicamente las islas, como la Macronectes giganteus, la Nessofregetta albigularis y la Onychoprion fuscata. Además, seis especies nidifican en la isla: Fregetta grallaria, ave del trópico de cola roja, Onychoprion fuscata, Anous stolidus, Gygis alba y Procelsterna cerulea. Sin embargo, no existen especies endémicas ni introducidas. Es posible que se reproduzcan en el lugar Pterodroma arminjoniana y Pterodroma neglecta, así como la especie Puffinus nativitatis.
Las aguas en torno a la isla son de características subtropicales y con una amplia biodiversidad, especialmente de la región pelágica. Entre las especies existentes se encuentran atunes (cuatro especies), escómbridos, tiburones y peces espadas. Estas especies de peces no presentan grandes cardúmenes y su diversidad es de aproximadamente 280, es decir, el 12,5 % del total de especies conocidas. Estos peces en su mayoría son veloces nadadores y con formas hidrodinámicas que le confieren una resistencia mínima al desplazamiento y por sus hábitos carnívoros, su condición circuntropical y su conducta altamente migratoria. Entre las especies descritas encontramos: atún de ojo grande (Thunnus obesus), pez chauchera (Gasterochisma melampus), pez espada (Xiphias gladius), albacora (Thunnus alalunga), atún de aleta amarilla (Thunnus albacares) y vidriola (Seriola lalandi). Esta variedad de especies es la que motivó en gran parte la creación de su Parque marino.
Entre los invertebrados marinos recolectados figuran los moluscos Nerita Morio y Cypraea caputdraconis.